# Easy on Me
Singles de Adele
Water Under the Bridge
(2016) Oh My God
(2021)
Easy on Me est une chanson de la chanteuse Adele sortie le 15 octobre 2021 en tant que premier single de son quatrième album studio  : 30.
Produite et co-écrite par le producteur américain Greg Kurstin, la chanson est le premier single d'Adele publié depuis 2016. Elle connaît un succès international et atteint la 1re place de 26 pays.
Une version en duo avec Chris Stapleton est présente sur les éditions Target et japonaises de l'album 30, sorti le 19 novembre 2021.
Easy on Me remporte le prix de la Chanson de l'année aux Brit Awards 2022.

## Genèse et promotion
Le 1er octobre 2021, de multiples posters et projections indiquant "30" apparaissent sur des sites et des bâtiments importants dans différentes villes du monde, installés de manière à faire le lien avec le titre du prochain album d'Adele. Le 4 octobre, les réseaux sociaux de la chanteuse sont mis à jour pour la première fois depuis plusieurs mois. Le lendemain, Adele publie un teaser de la chanson et de son clip.
Dans une interview pour Vogue, elle révèle que la chanson est produite par Greg Kurstin, déjà producteur de plusieurs titres de l'album 25. Le 9 octobre, elle publie un extrait de 40 secondes dans un live Instagram. La chanson sort finalement le 15 octobre.

## Paroles

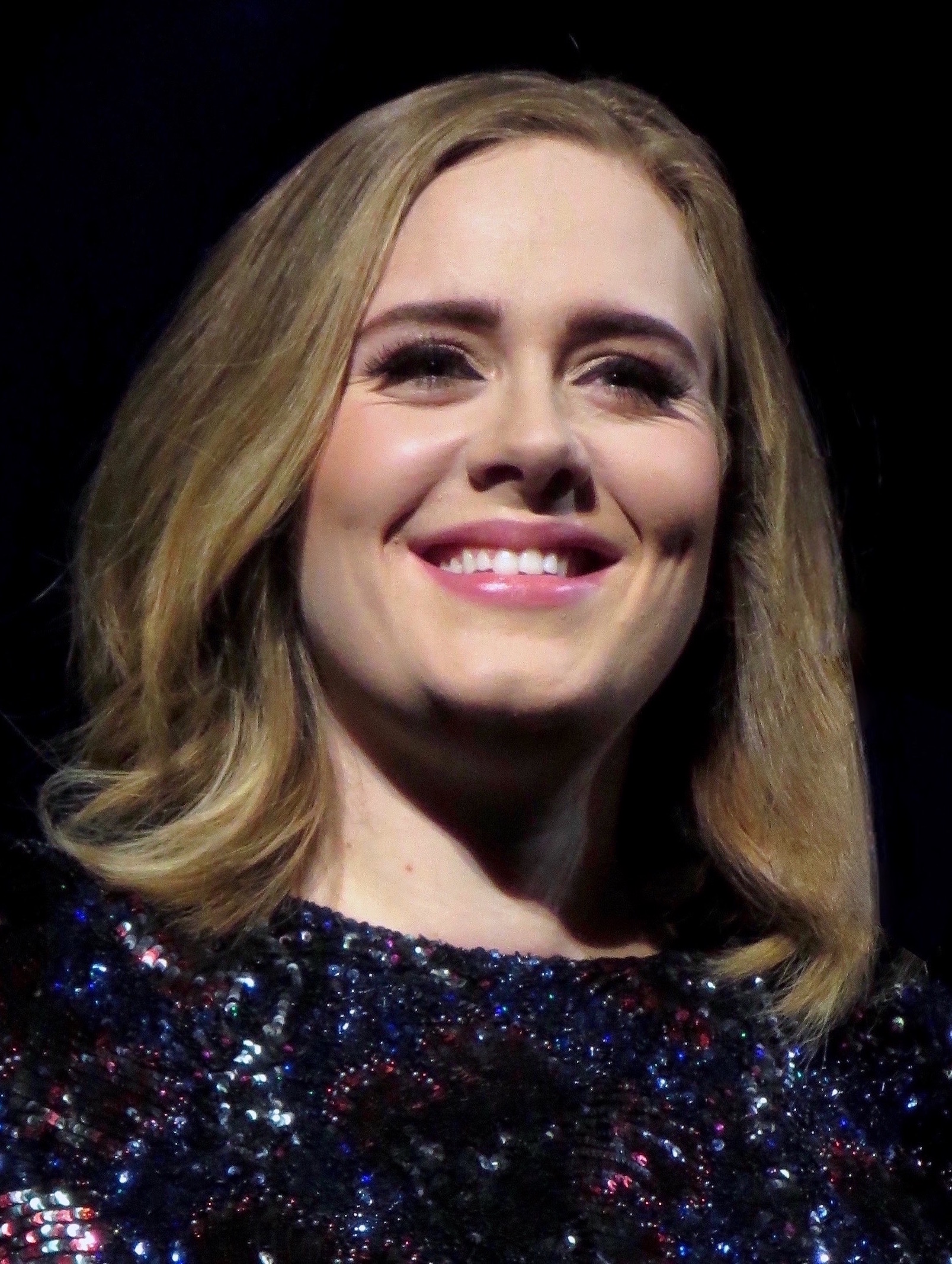
Adele

Adele s'adresse à son fils de 9 ans à travers la chanson, lui expliquant son divorce avec son père et lui demandant d'être « gentil avec elle » : easy on me paroles.
There ain't no gold in this river
That I've been washin' my hands in forever
I know there is hope in these waters But I can't bring myself to swim
When I am drowning in this silence
Baby, let me in
Go easy on me, baby
I was still a child
Didn't get the chance to Feel the world around me
I had no time to choose
What I chose to do
So go easy on me
There ain't no room for things to change
When we are both so deeply stuck in our
ways
You can't deny how hard I've tried
I changed who I was to put you both first
But now I give up
Go easy on me, baby
I was still a child
Didn't get the chance to Feel the world around me
Had no time to choose
What I chose to do
So go easy on me
I had good intentions And the highest hopes
But I know right now
It probably doesn't even show
Go easy on me, baby I was still a child
I didn't get the chance to Feel the world around me
I had no time to choose
What I chose to do
So go easy on me

## Clip vidéo
Le clip vidéo est réalisé par le canadien Xavier Dolan, déjà réalisateur du clip de Hello sorti en 2015, et a été tourné à Sutton au Québec. Il est publié le 15 octobre 2021 et fait suite au clip de Hello, où Adele entrait dans une maison meublée. Dans le clip de Easy on Me, Adele sort de cette même maison, puis conduit un camion. Des partitions s'en échappent et atterrissent sur la route.

## Crédits et personnel
| - Adele Adkins – voix, écriture - Greg Kurstin – production, ingénieur, écriture, guitare basse, boîte à rythmes, piano - Alex Pasco – ingénieur du son - Julian Burg – ingénieur du son - Tom Elmhirst – mixage - Matt Scatchell – mixage - Randy Merrill – masterisation | - Xavier Dolan – directeur - Phil Lee – directeur de la création - André Turpin – directeur de la photographie - Untold Studios – société de production |

## Charts hebdomadaires
| Classements (2021)                      | Meilleure position |
| --------------------------------------- | ------------------ |
| Allemagne (Media Control AG)            | 1                  |
| Australie (ARIA)                        | 1                  |
| Autriche (Ö3 Austria Top 40)            | 1                  |
| Belgique (Flandre Ultratop 50 Singles)  | 1                  |
| Belgique (Wallonie Ultratop 50 Singles) | 1                  |
| Canada (Hot 100)                        | 1                  |
| Croatie (ARC 100)                       | 1                  |
| Danemark (Tracklisten)                  | 1                  |
| Espagne (PROMUSICAE)                    | 12                 |
| États-Unis (Hot 100)                    | 1                  |
| Finlande (Suomen virallinen lista)      | 2                  |
| France (SNEP)                           | 2                  |
| France (Digital Songs)                  | 1                  |
| Grèce (IFPI)                            | 1                  |
| Hongrie (Rádiós Top 40)                 | 40                 |
| Hongrie (Single Top 40)                 | 3                  |
| Hongrie (Stream Top 40)                 | 6                  |
| Islande (Plötutíðindi)                  | 1                  |
| Inde (IMI)                              | 9                  |
| Irlande (IRMA)                          | 1                  |
| Israël (Media Forest)                   | 1                  |
| Italie (FIMI)                           | 1                  |
| Lettonie (EHR)                          | 4                  |
| Lituanie (Agata)                        | 1                  |
| Norvège (VG-lista)                      | 1                  |
| Nouvelle-Zélande (RMNZ)                 | 1                  |
| Pays-Bas (Nederlandse Top 40)           | 1                  |
| Pays-Bas (Single Top 100)               | 1                  |
| Pologne (ZPAV)                          | 26                 |
| Portugal (AFP)                          | 2                  |
| Royaume-Uni (UK Singles Chart)          | 1                  |
| Russie (Tophit Radio Top 100)           | 15                 |
| Slovaquie (IFPI Rádio)                  | 1                  |
| Slovaquie (IFPI Singles Digitál)        | 1                  |
| Suède (Sverigetopplistan)               | 1                  |
| Suisse (Schweizer Hitparade)            | 1                  |
| Tchéquie (IFPI Rádio)                   | 1                  |
| Tchéquie (IFPI Singles Digitál)         | 1                  |

## Certifications
| Région | Certification | Ventes/Streams |
| --- | ------------- | -------------- |
| Australie (ARIA) | Platine       | 70 000^        |
| Autriche (IFPI) | Or            | 15 000x        |
| Danemark (IFPI) | Or            | 45 000^        |
| Espagne (PME) | Or            | 20 000^        |
| États-Unis (RIAA) | Platine       | 1 000 000^     |
| France (SNEP) | Or            | 100 000*       |
| Italie (FIMI) | Platine       | 70 000*        |
| Nouvelle-Zélande (RMNZ) | Platine       | 30 000*        |
| Royaume-Uni (BPI) | Platine       | 600 000^       |
| Suède (GLF) | Or            | 4 000 000x     |
| *Ventes selon la certification ^Mise en rayon selon la certification xNon précisé par la certification ‡ventes/streaming selon la certification |               |                |

## Distinctions
| Année | Organisation           | Titre                 | Résultat   | Ref(s) |
| ----- | ---------------------- | --------------------- | ---------- | ------ |
| 2021  | People's Choice Awards | Chanson de l'année    | Nomination | [ 57 ] |
| 2021  | People's Choice Awards | Clip vidéo de l'année | Nomination | [ 57 ] |